# بربانك (كاليفورنيا)
بوربانك (بالإنجليزية: Burbank)‏ ، هي إحدى مدن مقاطعة لوس أنجليس، كاليفورنيا، أسست المدينة بتاريخ 1 مايو 1887م، وتم إعطاءها لقب مدينة في 8 يوليو، 1911. تقع المدينة بضعة أميال إلى الشمال الشرقي من جهة هووليود.
تلقب المدينة باسم «عاصمة الإعلام في العالم»  حيث أنه العديد من كبريات شركات صناعة الإعلام والترفيه تتواجد في هذه المدينة مثل شركة والت ديزني، وارنر بروذرز للترفيه، شبكة الكرتون، نيكلوديون، استوديوهات اي بي سي، إنسومنياك جيمز وغيرها من شركات الترفيه والإعلام.

## عـدد السكان
يبلغ عدد سكانها نحو 104,427 نسمة حسب إحصاءات عام 2012 ميلادية.

## توأمة
لبربانك (كاليفورنيا) اتفاقيات توأمة مع كل من:
- بطرنة
- إنتشون
- أوتا
- بلدية سولنا
- غابورون

## أعلام
- كاري فيشر
- كام كلارك
- غاري مارشال
- لوك بيري
- تيم برتون
- كين بيري
- مارك هارمون
- والت ديزني
- فرانك غورشين
- رينيه روسو

## مصدر
1. 1 2  Thomson Reuters Open Perm ID، تومسون رويترز، QID:Q69297407
2. ↑  تعداد الولايات المتحدة 2020، QID:Q23766566
3. ↑  مكتب تعداد الولايات المتحدة، المحرر (17 مارس 2022)، 2016–2020 American Community Survey، QID:Q111610221
4. ↑  GeoNames (بالإنجليزية), 2005, QID:Q830106
5. ↑   https://web.archive.org/web/20130221091414/http://www.calafco.org/docs/Cities_by_incorp_date.doc. مؤرشف من الأصل في 2013-02-21. اطلع عليه بتاريخ 2020-08-28. {{استشهاد ويب}}: الوسيط |title= غير موجود أو فارغ (مساعدة)
6. ↑  "Burbank, Ca. – Media Capital of the World". Travel America. April 20, 2007. نسخة محفوظة 06 يوليو 2018 على موقع واي باك مشين.
7. ↑  "Profile of the City of Burbank" (PDF). Southern California Association of Governments. Southern California Association of Governments. RetrievedJanuary 22, 2015. نسخة محفوظة 16 يناير 2018 على موقع واي باك مشين.

## وصلات خارجية
- الموقع الرسمي